# Minorca
Minorca (in catalano e spagnolo Menorca) è un'isola della Spagna con una superficie di 689 km² e una popolazione di 93 397 abitanti. Si tratta della seconda isola per estensione dell'arcipelago delle isole Baleari, situata nel Mar Mediterraneo a est di Maiorca, ha una lunghezza di circa 48 km ed una larghezza massima di 16 km.
L'isola, i cui abitanti sono chiamati menorchini, è stata dichiarata dall'UNESCO riserva della biosfera.

## Clima
Clima mediterraneo con estati secche e inverni molto ventilati.

## Geografia

### Montagne
Il punto più alto dell'isola è il Monte Toro, che dai suoi 357 m di altezza permette di dominare con lo sguardo l'isola nella sua intera estensione.

## Storia

### L'epoca romana e pre-romana
Alcuni anni prima del 252 a.C. Minorca venne invasa dai cartaginesi divenendo così una colonia punica. Dopo la fine delle guerre puniche la pirateria nel Mediterraneo occidentale subì un incremento grazie alla posizione strategica delle isole Baleari, fra la penisola iberica, appena conquistata dai romani, e quella italiana. La reazione romana non si fece attendere e nel 123 a.C. le isole Baleari furono occupate dai romani agli ordini del console Quinto Cecilio Metello. Due anni dopo venivano incorporate nella Hispania Citerior. Nel 13 a.C. Cesare Augusto riorganizzò il sistema delle province romane e le isole Baleari divennero parte della provincia imperiale tarragonese.

### Dai Vandali ai musulmani

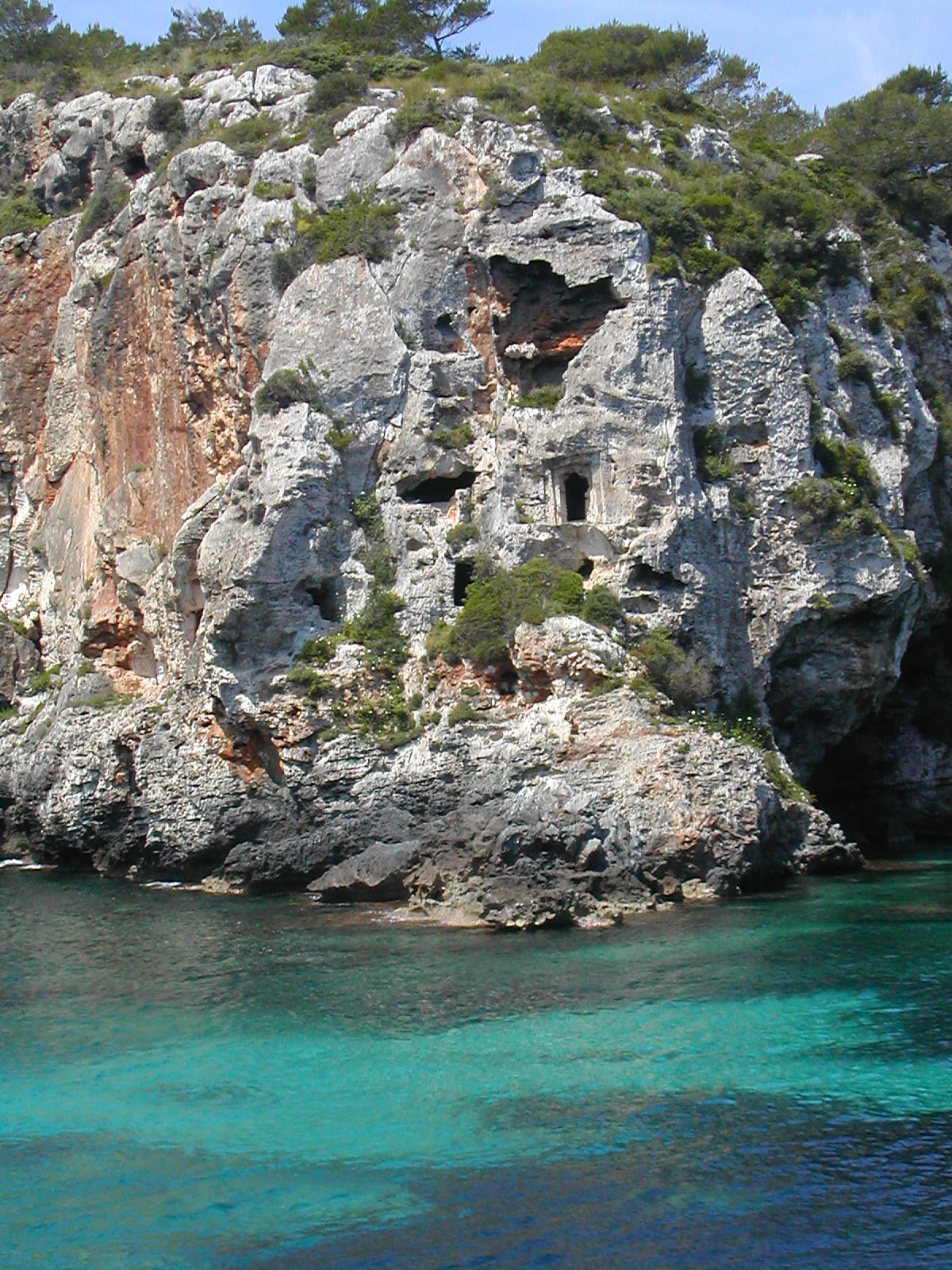
Le Cales Coves

Nel V secolo Minorca fu conquistata, con le altre isole, dai Vandali ma il dominio di questi durò fino alla conquista dei loro centri principali da parte dei bizantini. Verso l'anno 859 Minorca subì un attacco normanno che fu fonte di numerose distruzioni. Successivamente, con la conquista della Spagna peninsulare da parte degli arabi, Minorca fu assegnata al Califfato di Cordova (903) e il suo nome fu arabizzato in Manûrqa.
L'isola riprese la sua antica vocazione di rifugio per la pirateria, ora musulmana, cosicché nel 1137 una flotta genovese di 22 galere, sei navi e legni minori, agli ordini di Oberto Della Torre e del console Caffaro compì a Minorca una spedizione punitiva, nota poi come impresa di Almería, coronata da successo.
Nel 1146 una seconda spedizione genovese, disposta sempre dal console Caffaro, e composta da 28 galere e altre navi sussidiarie, sbarcò nell'isola fanti e cavalieri che sottoposero a saccheggio per quattro giorni i villaggi musulmani. Il tentativo di questi ultimi, usciti con la loro fanteria e uno squadrone di cavalieri dal porto di Maó, di attaccare alle spalle le forze genovesi attendate sulle rive nella zona di Fornello di fronte alla quale erano ormeggiate le navi, non ebbe successo e anche la capitale fu espugnata dai genovesi.

### Il periodo aragonese
Nel 1231, dopo la riconquista di Maiorca da parte delle forze cristiane, Minorca divenne uno Stato islamico indipendente, sebbene tributario del re cristiano Giacomo I di Aragona. Il 17 gennaio 1287 gli aragonesi di Alfonso III invasero l'isola e gran parte degli abitanti mussulmani furono ridotti in schiavitù e venduti sui mercati di schiavi di Ibiza, Valencia e Barcellona.
Fino al 1344 l'isola fece parte del Regno di Maiorca, uno Stato vassallo di quello aragonese, che fu successivamente annesso all'impero aragonese e poi al regno unificato di Spagna. Nel 1535 l'isola subì l'incursione del pirata Barbarossa e nel 1558 l'attacco del turco Mustafá Pialí distrusse la città di Maó e la capitale Ciudadella.

### L'occupazione inglese
Nel 1708, durante la guerra di successione spagnola, Minorca fu conquistata dalla flotta inglese e il dominio britannico fu confermato, insieme a quello sulla rocca di Gibilterra, con il Trattato di Utrecht del 1713, che pose fine alla guerra di successione spagnola. Minorca divenne governatorato britannico sotto sir Richard Kane e, dopo la guerra anglo-spagnola 1727 - 1729, la sua appartenenza alla Gran Bretagna venne confermata dal trattato di Siviglia (9 novembre 1729).
Nel corso della guerra dei sette anni Minorca fu posta sotto assedio francese e lo squadrone navale inglese, agli ordini dell'ammiraglio John Byng (1704-1757) non riuscì ad aver ragione degli avversari. La guarnigione inglese, che John Byng non seppe evacuare, capitolò il 29 giugno 1756. A seguito del Trattato di Parigi del 1763 la sovranità inglese fu riconosciuta e l'isola tornò sotto il controllo della corona britannica. Durante la rivoluzione americana, le forze franco-spagnole invasero nuovamente Minorca (1781) e, dopo un lungo assedio del Castello di San Filippo, la occuparono totalmente il 5 febbraio 1782. Nel corso della Rivoluzione francese le forze britanniche recuperarono ancora la sovranità dell'isola nel 1798.

### Il ritorno alla Spagna
Con il Trattato di Amiens, stipulato nel 1802 fra la Gran Bretagna e la Francia napoleonica, Minorca fu assegnata definitivamente alla Spagna.

### Guerra civile
Durante la guerra civile, Minorca rimase fino alla fine del conflitto in mani repubblicane, mentre tutte le restanti isole Baleari erano, fin dagli inizi, in mano ai nazionalisti.

## Economia
La principale risorsa è il turismo, che si è sviluppato grazie alla presenza di bellissime spiagge tra le quali Mitjana, Macarella, Macarelleta, Es Grau, Son Bou ecc. Molto conosciuto è anche l'artigianato, soprattutto per la bigiotteria e la costruzione di scarpe, molto famose sono le avarcas dette anche menorchine. L'agricoltura nel nostro tempo non è molto sviluppata anche se c'è da ricordare l'allevamento di mucche, dal loro latte si ricava il famoso formaggio di Mahon (Queso de Mahon).

## Località

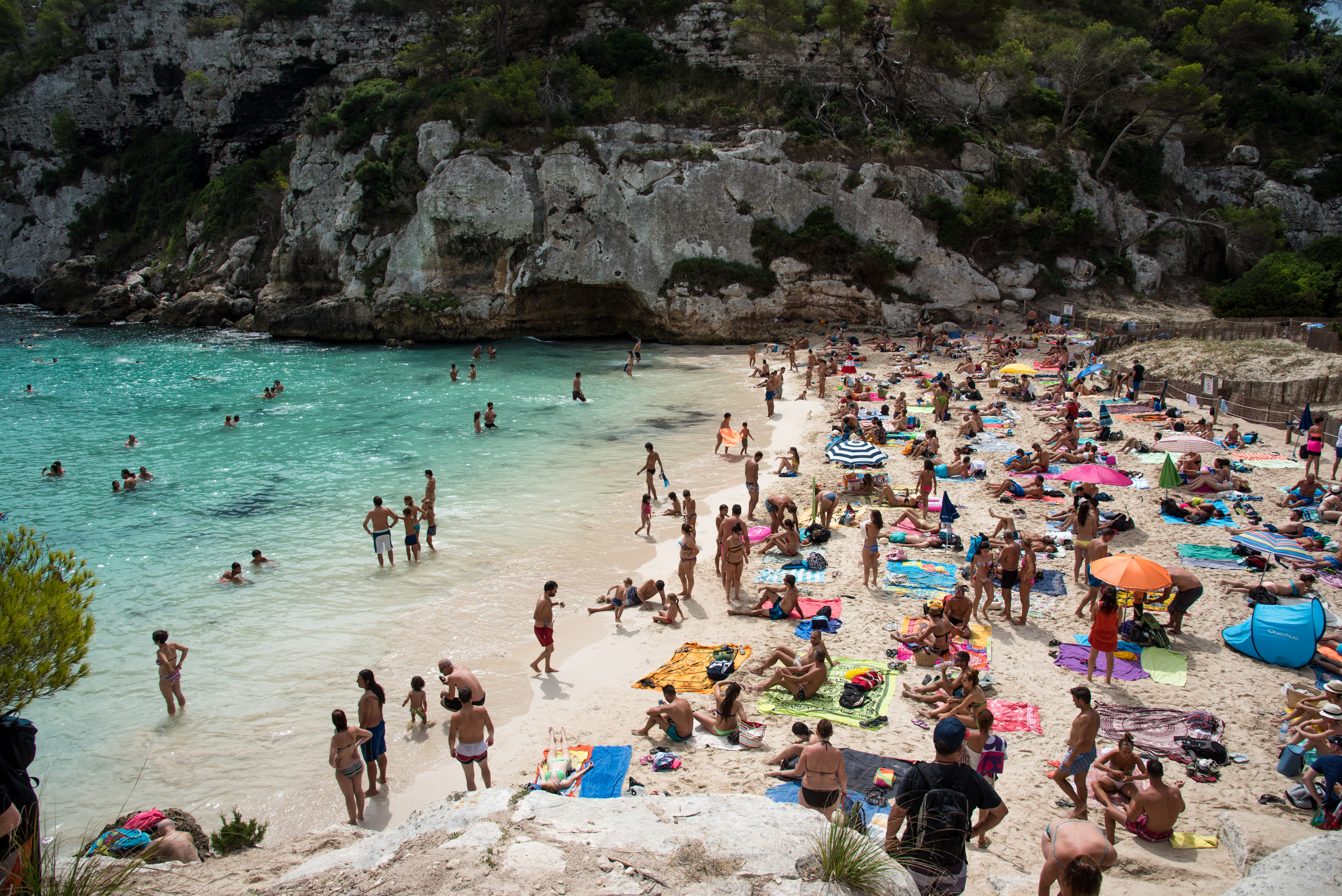
Cala Macarelleta

Il capoluogo, Mahón (in catalano Maó), sorge al termine di una lunga insenatura, conta circa 20 000 abitanti risultando il principale centro abitato, possiede inoltre un porto dove attraccano i traghetti per Barcellona, Palma di Maiorca e Valencia e un aeroporto che sorge a sud-ovest della città.
La baia del porto di Mahon è per lunghezza la 2ª in assoluto dopo Pearl Harbor alle Hawaii.
Altre città partendo da Sud-Est verso Ovest sono: Sant Lluís con l'antico villaggio di pescatori di Binibeca, Es Castell, con il tipico porticciolo da vedere le sere d'estate, Alaior con la famosa spiaggia bianca di Son Bou, Es Mercadal. Questa località è usata come base per la visita a Fornells e alle stupende spiagge del nord come: Cala Pregonda e Cala Cavalleria famose per la sabbia rossa. Più avanti c'è Ferreries da dove si va alle cale del sud rinomate. Sempre verso ovest si incontra Ciutadella, il secondo centro dell'isola, porto importante, con traghetto rapido anche per Palma di Maiorca. Gli accessi alle spiagge più famose sono: a nord Cala Algariens e Cala Morell e a sud cala Macarella, cala Macarelleta, Turqueta, platja Son Saura con sabbia bianca finissima.

## Musei
- Casa Museo del Pintor Torrent a Ciutadella de Menorca
- Museu Municipal de Ciutadella a Ciutadella de Menorca
- Museo de Menorca a Mahón

## Cultura

### Cucina
Da segnalare la caldreta de langosta (zuppa d'aragosta) la cui materia prima viene pescata generalmente sulle coste settentrionali intorno a Fornells.
Inoltre i menorchini pretendono che la maionese avrebbe preso il suo nome dal capoluogo dell'isola, Mahón.